# MEG Maler Einkauf Gruppe
Die MEG Maler Einkauf Gruppe eG ist ein genossenschaftliches Großhandelsunternehmen, das von über 3000 Handwerksbetrieben getragen wird. Mit einem gruppenweiten Umsatz von rund 200 Mio. Euro ist die Gruppe der größte Fachgroßhändler seiner Branche im Westen Deutschlands. Die Genossenschaft beschäftigt mehr als 800 Mitarbeiter an 49 Standorten in fünf Bundesländern (Hessen, Rheinland-Pfalz, Nordrhein-Westfalen, Baden-Württemberg, Saarland). Die Zentrale der MEG Maler Einkauf Gruppe eG befindet sich in Wiesbaden.

## Geschichte
Entstanden ist die MEG Maler Einkauf Gruppe eG 2018 aus der Fusion der Maler-Einkauf Süd-West eG (Wiesbaden, Gründung 1908) und der Maler-Einkauf West eG (Köln, Gründung 1917).

## Struktur
Die MEG Maler Einkauf Gruppe eG gliedert sich wie folgt:  
Zweigniederlassungen
- Maler-Einkauf Süd-West
- Maler Einkauf West

Unternehmen:
- Farben Arndt
- Farben Bock
- KLOS Farben
- Peters Farben
- Farben Traudt